# Táje Dordzse

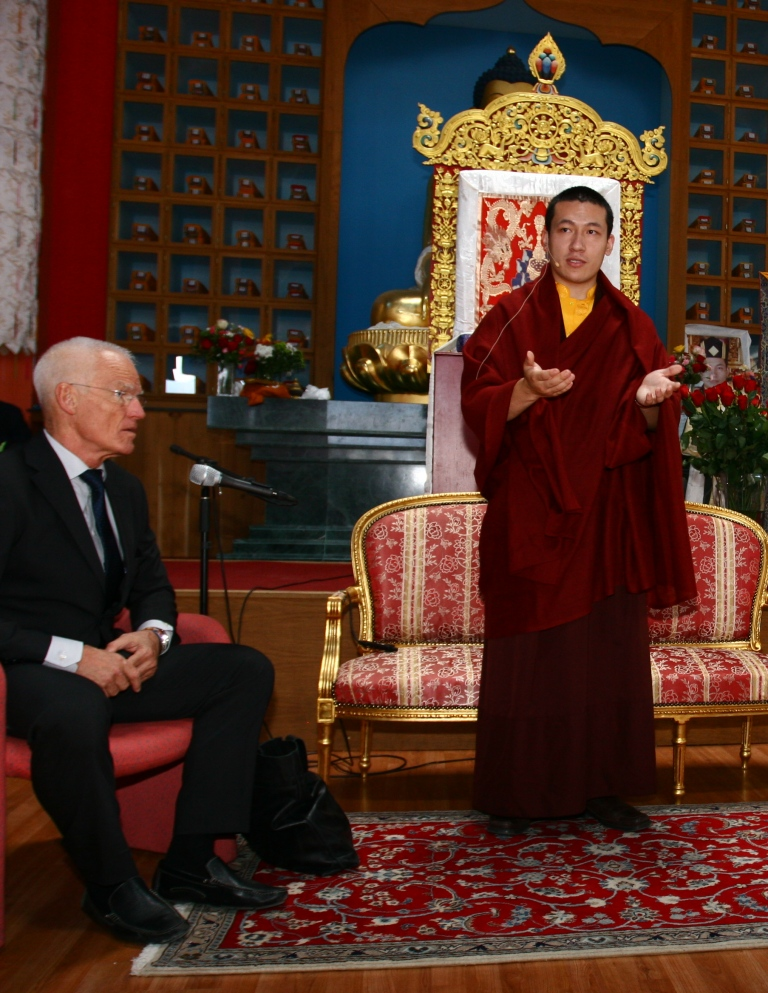

Trinli Táje Dordzse (Lhásza, Tibet, 1983. május 6.) a 17. Karmapa

## A 17. Karmapa
Trinli Táje Dordzse Tibetben született, 1983-ban, ahol egy ismert Nyingma-láma, Mipham Rinpocse fiaként látta meg a napvilágot. Kisgyermekként Táje Dordzse többször kijelentette, hogy ő a Karmapa, s az őt vándorként és turistaként meglátogató tanítványokat is első látásra felismerte. Samar Rinpocse, aki a Karma kagyü vonal második legmagasabb rangú lámája és egyben a 16. Karmapa személyes tanítványa, miután tudomást szerzett a gyermekről, az évszázadok óta használt spirituális módszerekkel azonosította Táje Dorzsét mint hiteles Karmapát. A 16. Karmapa ugyanis halálakor pontos leírást adott a vonaltartó lámáknak arról, hogy hol és milyen körülmények között találhatják majd meg őt évek múltával. 1994-ben, miután Karmapa és családja elhagyta Tibetet, Samar Rinpocse hivatalosan is elismerte az akkor tizenegy éves gyermeket, mint a 17. Gyalva Karmapát.
1994 óta Karmapa Táje Dordzse Indiában él és tanul, képzésében a buddhista filozófia és a meditáció játssza a fő szerepet. 1998 óta Prof. Szempa Dordzse, napjaink egyik legkiválóbb buddhista tudósa is a tanítói közé tartozik.
1999 novemberében a 17. Karmapa, Trinli Táje Dordzse elfogadta a tajvani, szingapúri és malajziai buddhista központok meghívását – tízezrekkel találkozott útja során. 2000 januárjában számos európai országba is ellátogatott – többek között Németországba, Franciaországba és Magyarországra is.

## Kínai és a Kagyü vonal általi Karmapa
A karmapák az inkarnációikban már gyerekkorukban felismerik, hogy ők az előző Karmapa megtestesülései. Már egész kiskorukban felismerik előző születésükbeli kapcsolataikat, barátaikat, tanítványaikat és tanítóikat, s sok esetben áldást is osztanak az embereknek és az állatoknak. Haláluk előtt rendszerint pontosan leírják, hogy hol és mikor fognak újjászületni, és hogy a tanítványaik hogyan találhatják meg és hogyan ismerhetik fel őket.
A jelenlegi esetben nincs egyetértés a Tibetet megszálló kínai kormány részéről, hogy ki a 17. Karmapa. A 16. Karmapa részletes pontossággal meghagyta a közvetlen tanítványainak, hogy hol és miként fogják őt megtalálni, s ennek a keresésnek a végén a megtalált tibeti kisfiú, Trinli Táje Dordzse, maga ismerte fel az előző életéből jól ismert tanítványait.
Ennek ellenére a Kínai kormány is – nagy tekintélyű kagyü-lámákkal együttműködve – kijelölt egy Karmapát, akit valósnak tart: az ő neve Orgyen Trinli Dordzse. Egy ilyen kijelölést természetesen sosem hagyott egyik Karmapa sem a kínai kormányzatra, s ez a kormánynak sosem volt a feladata, mégis, jelenleg két Karmapának nevezett tanító él a tibeti buddhizmus vonaltartójaként. A kínaiak által kijelölt Karmapát pusztán a külső jegyei alapján választották ki, hiszen arcvonásai megszólalásig hasonlítanak a 16. Karmapáéra, s ez, a Kínai kormányzat szerint, kiemelten fontos. A valódi 17. Karmapa, Trinli Táje Dordzse nagy hatású tanító, és rendelkezik azzal a tudással és hitelességgel, amely a karmapák létjogosultságát biztosítja a tanítványok számára. A kínai támogatást élvező Karmapát inkább politikai célokra, kormányzati irányításra használja fel a kínai állam vezetése, néhány politikai ambícióra hajlamos tibeti láma támogatásával.

## Magyarul
- Ngöndro  mahamudra alapgyakorlatai; Buddhista Meditáció Központ, Bp.–Tar 2014